# یومیکا هایاشی
یومیکا هایاشی (انگلیسی: Yumika Hayashi؛ زاده ۲۷ ژوئن ۱۹۷۰ درگذشته ۲۸ ژوئن ۲۰۰۵) یک بازیگر پورنوگرافی اهل ژاپن بود.